# The seas and the stars
The seas and the stars is een ep van Karda Estra. Het album werd grotendeels opgenomen gedurende de maanden april tot en met juli in 2015 in de eigen geluidsstudio Twenty-First. Het album werd grotendeels via downloaden verspreid, er werden slechts 51 compact discs geperst. De muziek is grotendeels instrumentaal en geeft de botsing weer tussen het Melkwegstelsel en de Andromedanevel. 

## Musici
- Richard Wileman – alle muziekinstrumenten, behalve
- Ileesha Wileman – zang
- Amy Fry – klarinet, altsaxofoon, dwarsfluit

## Muziek
Alles geschreven door Richard Wileman

| Nr. | Titel                     | Duur |
| --- | ------------------------- | ---- |
| 1.  | Tidal                     | 1:16 |
| 2.  | Lighthouse                | 5:15 |
| 3.  | Andromeda approaches!     | 3:58 |
| 4.  | The big freeze            | 2:12 |
| 5.  | The sleepers of Gliese    | 6:07 |
| 6.  | Return to the singularity | 1:21 |